# 1897 a sportban
1897 legfontosabb sporteseményei a következők voltak:
- január 14. – Moszkvában befejeződött Emanuel Lasker és Wilhelm Steinitz között a sakkvilágbajnoki párosmérkőzés, amelyen Lasker megvédte címét.
- március 21. – Megalakul a Magyar Atlétikai Szövetség.
- május 9. – A BTC lejátszotta Magyarországon az első hivatalos futball mérkőzést. A Budapesti Torna Club két csapata csapott össze.

## Születések
| Születés       | Név                       | Nemzetiség, sportág, eredmények                                                             | Halálozás |
| -------------- | ------------------------- | ------------------------------------------------------------------------------------------- | --------- |
| ?              | Hector Chotteau           | belga válogatott jégkorongozó, olimpikon                                                    | ?         |
| ?              | Egri Ferenc               | magyar labdarúgó                                                                            | 1985      |
| január 10.     | Niels Kristian Nielsen    | olimpiai ezüstérmes dán tornász                                                             | 1972      |
| január 26.     | Curt Sjöberg              | olimpiai bajnok svéd tornász                                                                | 1948      |
| január 28.     | Peter Dorf Pedersen       | olimpiai ezüstérmes dán tornász                                                             | 1967      |
| február 14.    | Earl Smith                | World Series bajnok amerikai baseballjátékos                                                | 1963      |
| február 17.    | Len Charpier              | amerikai amerikaifutball-játékos                                                            | 1947      |
| február 28.    | Peter Møller              | olimpiai bajnok dán tornász                                                                 | 1984      |
| március 7.     | Cornelius Righter         | olimpiai bajnok amerikai válogatott rögbijátékos                                            | 1985      |
| március 15.    | Jackson Scholz            | olimpiai bajnok amerikai atléta                                                             | 1986      |
| március 17.    | Svend Meulengracht Madsen | olimpiai bajnok dán tornász                                                                 | 1990      |
| március 28.    | Sepp Herberger            | német válogatott labdarúgó, világbajnok szövetségi kapitány                                 | 1977      |
| március 31.    | Jim Brown                 | amerikai baseballjátékos                                                                    | 1944      |
| április 5.     | Frede Hansen              | olimpiai ezüstérmes dán tornász                                                             | 1979      |
| április 6.     | William Home              | / kanadai-brit válogatott jégkorongozó                                                      | ?         |
| április 10.    | Ross Youngs               | World Series bajnok amerikai baseballjátékos, National Baseball Hall of Fame and Museum tag | 1963      |
| április 20.    | Søren Sørensen            | olimpiai ezüstérmes dán tornász                                                             | 1965      |
| április 21.    | Aage Walther              | olimpiai ezüstérmes dán tornász                                                             | 1961      |
| április 26.    | Alphonse Higelin          | olimpiai ezüst- és bronzérmes francia tornász                                               | 1981      |
| május 1.       | Georges Berger            | olimpiai bronzérmes francia tornász                                                         | 1952      |
| május 10.      | Henri Dulieux             | olimpiai bronzérmes és világbajnok francia párbajtőrvívó                                    | 1982      |
| május 12.      | Joe Dugan                 | World Series bajnok amerikai baseballjátékos                                                | 1982      |
| május 23.      | Fausto Acke               | olimpiai bajnok olasz születésű svéd tornász                                                | 1967      |
| június 1.      | Bengt Mohrberg            | olimpiai bajnok svéd tornász                                                                | 1968      |
| június 8.      | Domien Jacob              | olimpiai ezüstérmes belga tornász                                                           | 1984      |
| június 13.     | Paavo Nurmi               | olimpiai bajnok finn futó                                                                   | 1973      |
| június 18.     | Martti Marttelin          | olimpiai bronzérmes finn hosszútávfutó                                                      | 1940      |
| június 30.     | Mezzi Andreossi           | Európa-bajnok, olimpiai és világbajnoki bronzérmes svájci jégkorongozó                      | 1958      |
| július 5.      | Åke Häger                 | olimpiai bajnok svéd tornász                                                                | 1968      |
| július 8.      | Caesar Mannelli           | / olimpiai bajnok olasz-amerikai válogatott rögbijátékos                                    | 1936      |
| július 15.     | Arne Jørgensen            | olimpiai ezüstérmes dán tornász                                                             | 1989      |
| július 28.     | Alf Svensén               | olimpiai bajnok svéd tornász                                                                | 1935      |
| augusztus 17.  | Erik Charpentier          | olimpiai bajnok svéd tornász                                                                | 1978      |
| augusztus 20.  | Ed Graff                  | olimpiai bajnok amerikai válogatott rögbijátékos és edző                                    | 1954      |
| augusztus 22.  | Bob Clark                 | amerikai baseballjátékos                                                                    | 1944      |
| augusztus 22.  | Bill Woodfull             | ausztrál krikettjátékos                                                                     | 1965      |
| augusztus 24.  | Bob Devereaux             | olimpiai bajnok amerikai válogatott rögbijátékos                                            | 1974      |
| szeptember 16. | Battling Siki             | Szenegáli ökölvívó                                                                          | 1925      |
| szeptember 30. | Bengt Bengtsson           | olimpiai bajnok svéd tornász                                                                | 1977      |
| október 2.     | François Claessens        | olimpiai ezüstérmes belga tornász                                                           | 1971      |
| október 9.     | Abbe Jansson              | Európa-bajnok svéd válogatott jégkorongozó, olimpikon                                       | 1985      |
| október 20.    | Ernest Lespinasse         | olimpiai bronzérmes francia tornász                                                         | 1927      |
| október 21.    | Alphonse Lacroix          | olimpiai és világbajnoki ezüstérmes amerikai válogatott jégkorongozó                        | 1973      |
| november 9.    | Harvey Hendrick           | World Series bajnok amerikai baseballjátékos                                                | 1941      |
| december 6.    | Erik Burman               | Európa-bajnok svéd válogatott jégkorongozó, bandyjátékos, olimpikon                         | 1985      |
| december 13.   | Donogán István            | Európa-bajnoki bronzérmes magyar atléta, diszkoszvető, olimpikon                            | 1966      |

## Halálozások
| Halálozás     | Név              | Nemzetiség, sportág, eredmények                                         | Születés |
| ------------- | ---------------- | ----------------------------------------------------------------------- | -------- |
| február 5.    | Charles Radbourn | amerikai baseballjátékos, National Baseball Hall of Fame and Museum tag | 1854     |
| március 5.    | Dave Foutz       | amerikai baseballjátékos                                                | 1856     |
| augusztus 22. | Tricky Nichols   | amerikai baseballjátékos                                                | 1850     |